# Тимофєєв Артем Андрійович
Артем Андрійович Тимофєєв (рос. Артём Андреевич Тимофеев, нар. 12 січня 1994, Саратов) — російський футболіст, захисник клубу «Ахмат» (Грозний). 
Чемпіон Росії. Володар Суперкубка Росії. 

## Клубна кар'єра
Народився 12 січня 1994 року в місті Владикавказ. Вихованець юнацьких команд футбольних клубів «Сокол» (Саратов), «Спартак» (Москва) та освітнього центру «Чертаново».
У дорослому футболі дебютував 2013 року виступами за команду клубу «Спартак» (Москва), паралельно граючи за другу команду московського клубу.

## Виступи за збірні
2012 року дебютував у складі юнацької збірної Росії, взяв участь у 4 іграх на юнацькому рівні.
Протягом 2014–2015 років залучався до складу молодіжної збірної Росії. На молодіжному рівні зіграв у 4 офіційних матчах.

## Статистика виступів

### Статистика клубних виступів
Станом на 24 грудня 2017 року
| Сезон             | Команда            | Чемпіонат         | Чемпіонат | Чемпіонат | Національний кубок | Національний кубок | Національний кубок | Континентальні кубки | Континентальні кубки | Континентальні кубки | Інші змагання | Інші змагання | Інші змагання | Усього | Усього | Усього |
| Сезон             | Команда            | Ліга              | Ігор      | Голів     | Ліга               | Ігор               | Голів              | Ліга                 | Ігор                 | Голів                | Ліга          | Ігор          | Голів         | Ігор   | Голів  |        |
| ----------------- | ------------------ | ----------------- | --------- | --------- | ------------------ | ------------------ | ------------------ | -------------------- | -------------------- | -------------------- | ------------- | ------------- | ------------- | ------ | ------ | ------ |
| 2013–14           | «Спартак» (Москва) | ПЛ                | 0         | 0         | КР                 | 0                  | 0                  | ЛЄ                   | 1                    | 0                    |               | -             | -             | 1      | 0      |        |
| 2014–15           | «Спартак» (Москва) | ПЛ                | 3         | 0         | КР                 | 0                  | 0                  |                      | -                    | -                    |               | -             | -             | 3      | 0      |        |
| 2015–16           | «Спартак» (Москва) | ПЛ                | 0         | 0         | КР                 | 0                  | 0                  | ЛЄ                   | 0                    | 0                    |               | -             | -             | 0      | 0      |        |
| 2016–17           | «Спартак» (Москва) | ПЛ                | 5         | 0         | КР                 | 0                  | 0                  |                      | -                    | -                    |               | -             | -             | 5      | 0      |        |
| 2017–18           | «Спартак» (Москва) | ПЛ                | 4         | 0         | КР                 | 0                  | 0                  |                      | -                    | -                    |               | -             | -             | 4      | 0      |        |
| Усього за кар'єру | Усього за кар'єру  | Усього за кар'єру | 12        | 0         |                    | 0                  | 0                  |                      | 1                    | 0                    |               | -             | -             | 13     | 0      |        |

## Титули і досягнення
- Чемпіон Росії (1):

«Спартак» (Москва): 2016-2017
- Володар Суперкубка Росії (1):

«Спартак» (Москва): 2017